# Renzo Palmer
Pour les articles homonymes, voir Palmer.
Renzo Palmer (né Lorenzo Bigatti à Milan le 20 décembre 1929 et mort dans la même ville le 3 juin 1988) est un doubleur, acteur et animateur de télévision italien.

## Biographie
Renzo Palmer commence sa carrière très jeune. À vingt ans il remporte un concours radiophonique. Il travaille au théâtre avec Luchino Visconti (Edipo Re) aux côtés de Lilla Brignone et Lauretta Masiero. Il a tourné au cinéma avec la plupart des principaux réalisateurs dont Ettore Scola (La Famiglia) et à la télévision avec la série télé Cavour et Napoleone.
Il meurt à Milan le 3 juin 1988 à l'âge de 58 ans.

## Filmographie partielle
- 1960 : Chi si ferma è perduto de Sergio Corbucci
- 1961 : 
  - Mission ultra-secrète (Il federale) de Luciano Salce
  - Totòtruffa 62  de Camillo Mastrocinque.
  - Le Mauvais chemin (La Viaccia) de Mauro Bolognini]
  - La Planète des hommes perdus (Il pianeta degli uomini spenti) d'Antonio Margheriti
- 1963 : Obiettivo ragazze (littéralement : Objectif filles) de Mario Mattoli
- 1964 : 
  - Une femme disponible (La ragazza in prestito) d'Alfredo Giannetti
  - Frénésie d'été de Luigi Zampa
- 1965 : 
  - Sept Hommes en or (Sette uomini d'oro) de Marco Vicario
  - On a volé la Joconde de Michel Deville
- 1968 : 
  - Danger : Diabolik ! de Mario Bava
  - Histoires extraordinaires (film, 1968) - 2e sketch : William Wilsonde de Louis Malle
  - Buona sera Madame Campbell (Buona Sera, Mrs. Campbell) de Melvin Frank
  - Un cri dans l'ombre (titre original : House of Cards) de John Guillermin
- 1969 : Exécutions (titre original : Un detective) de Romolo Guerrieri
  - Sur ordre du Führer (La battaglia d'Inghilterra) d'Enzo G. Castellari
- 1972 : Obsédé malgré lui (titre original :  Nonostante le apparenze... e purché la nazione non lo sappia... All'onorevole piacciono le donne) de Lucio Fulci
- 1973 : 
  - SS Représailles (titre original : Rappresaglia) de George Pan Cosmatos
  - Rugantino (film) de Pasquale Festa Campanile
- 1974 :
  -  Buck le Loup (titre original : Zanna Bianca alla riscossa) de Tonino Ricci
  - Perché si uccide un magistrato de Damiano Damiani
- 1975 : Profession garde du corps (Vai gorilla) de Tonino Valerii : Gaetano Sampioni
- 1976 :
  - Le Pont de Cassandra (titre original :  The Cassandra Crossing) de George Pan Cosmatos
  - Big Racket (Il grande racket) d'Enzo G. Castellari
  - La Grande Bagarre (titre original :  Il soldato di ventura) de Pasquale Festa Campanile
- 1977 : 
  - Le Cynique, l'Infâme et le Violent (titre original : Il cinico, l'infame, il violento)  d’Umberto Lenzi
  - Il mostro (Qui sera tué demain ?) de Luigi Zampa
- 1978 : Goodbye et Amen (Goodbye e Amen) de Damiano Damiani
- 1979 : Mani di velluto de Castellano et Pipolo
- 1987 : La Famille (film, 1987) d'Ettore Scola